# Alberto Franceschini
Alberto Franceschini (Reggio Emilia, 26 ottobre 1947 – Milano, 11 aprile 2025) è stato un terrorista italiano.
Fu uno dei fondatori ed esponente di spicco delle Brigate Rosse, assieme a Renato Curcio e Margherita Cagol.

## Biografia
Alberto Franceschini nasce da una famiglia di tradizione comunista. Il padre Carlo fu arrestato per attività antifascista durante il ventennio, mentre il nonno fu, nel 1921, uno dei fondatori del Partito Comunista d'Italia; entrambi parteciparono alla resistenza contro il fascismo e il nazismo. Questa sua origine familiare facilita la sua entrata in politica: egli sostenne che la sua militanza brigatista era per lui un seguito della lotta partigiana:
Entra in politica giovanissimo nelle file della FGCI, da cui fu deluso a seguito degli scontri con il servizio d'ordine del PCI in una manifestazione nel 1969 contro la base NATO di Miramare di Rimini. Dopo una serie di ulteriori incomprensioni si dimise dal partito. In seguito fondò a Reggio Emilia il CPOS, Collettivo Politico Operai Studenti, gruppo a cui appartengono anche i futuri brigatisti rossi Lauro Azzolini, Fabrizio Pelli, Franco Bonisoli, Prospero Gallinari e Loris Tonino Paroli. Il gruppo ebbe contatti con il gruppo milanese che ruotava attorno a Renato Curcio, e nel 1970 crearono un gruppo congiunto denominato Sinistra Proletaria. Nel novembre 1969 partecipò al convegno di Chiavari. Stando a quanto riportato da Giorgio Galli, all'Hotel Stella Maris di Chiavari (GE), di proprietà di un istituto religioso, si riunirono una settantina di appartenenti al Collettivo Politico Metropolitano di Milano. Tra di loro vi erano molti di coloro che - nell'anno successivo - fondarono le Brigate Rosse. L'anno successivo, nell'agosto 1970, si tenne il convegno di Pecorile (RE), nel quale fu deciso il passaggio alla lotta armata.

### La lotta armata

Franceschini nei primi anni '70

Nel febbraio del 1971 non si presentò al servizio militare di leva e iniziò la clandestinità: fu il primo brigatista ufficialmente latitante. A Milano, nel 1970, aderì alla lotta armata e fondò con Renato Curcio le Brigate Rosse (BR), divenendone uno dei leader. All'inizio, come raccontato, si allenavano sulle montagne, con armi cedute da ex partigiani, poi cominciarono le prime azioni in città, prima con azioni di sabotaggio e incendi alle automobili di dirigenti della Sit-Siemens, in seguito con sequestri e ferimenti.
Franceschini, assieme a Curcio e Margherita Cagol, gli altri due fondatori delle BR, organizzò e partecipò al sequestro del giudice Mario Sossi, rapito a Genova il 18 aprile 1974 e rilasciato a Milano il 23 maggio dello stesso anno. Probabilmente fu l'opposizione di Franceschini a un epilogo violento (mentre gli altri brigatisti, specie Mario Moretti, presero in considerazione l'idea di ucciderlo, dopo una votazione), che pure riteneva probabile, a salvare la vita di Sossi e a permetterne la liberazione senza contropartite. Il giudice ha successivamente rifiutato di incontrarsi con lui pubblicamente, benché disponibile a un incontro privato.
Il 17 giugno 1974 le BR assassinarono, nella sede del Movimento Sociale Italiano in via Zabarella a Padova, Graziano Giralucci e Giuseppe Mazzola. Alberto Franceschini con sentenza definitiva della prima sezione della Cassazione del 2 luglio 1992 fu giudicato colpevole in concorso anomalo per il duplice omicidio, definito cinico e crudele, e condannato a 18 anni di reclusione avendo beneficiato degli sconti di pena previsti dalla legislazione premiale e dal rito previsto dal codice di procedura penale appena entrato in vigore. Con la stessa sentenza furono condannati Renato Curcio, Mario Moretti, Roberto Ognibene, Susanna Ronconi, Giorgio Semeria, Martino Serafini. Fabrizio Pelli anch'egli autore del duplice omicidio era nel frattempo deceduto.

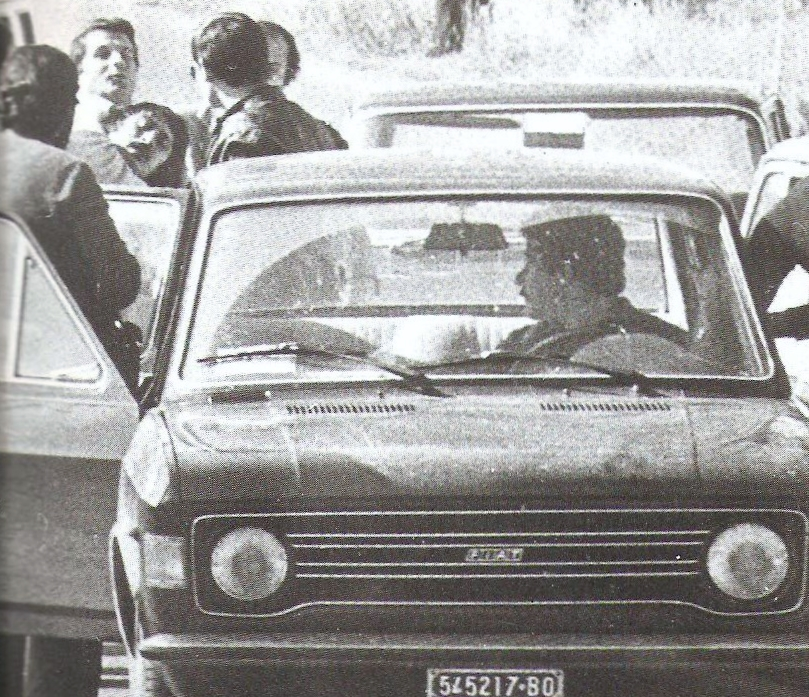
Arresto di Curcio (alla guida dell'auto) e di Franceschini (a sinistra) nel 1974

Nel settembre dello stesso anno è arrestato a Pinerolo assieme a Renato Curcio, in seguito a un'iniziativa di Silvano Girotto, detto "Frate Mitra", che per ragioni ideologiche aveva deciso di servirsi dei carabinieri per fermare le Brigate Rosse, infiltrandosi tra i collaboratori dell'organizzazione in accordo con Carlo Alberto dalla Chiesa. All'arresto sfugge Mario Moretti, l'altro membro della "direzione strategica", che diventerà il capo delle BR. Franceschini viene condannato a oltre sessant'anni di carcere per duplice omicidio, costituzione di banda armata, costituzione di associazione sovversiva, sequestro di persona, oltraggio a pubblico ufficiale e rivolta carceraria, ma la sua pena verrà poi ridotta.
Nel 1982, dopo aver in precedenza rivendicato dal carcere anche il delitto Moro, si dissocia infine dalla lotta armata avendo ancora a carico reati di omicidio per i quali sarà però condannato in via definitiva nel 1992. Pur non rinnegando la sua militanza, negli anni seguenti prenderà completamente le distanze dalla violenza politica, esprimendo un pentimento che verrà giudicato "sincero".
Nel 1987 gli vengono concessi i primi permessi premio e poi gli arresti domiciliari; deve risiedere nel proprio appartamento, ma è autorizzato a ricevere visite di amici e conoscenti, tra cui quella del vecchio amico di gioventù Pierangelo Bertoli.
Lascia il carcere definitivamente nel 1992, quando la sua pena è estinta (grazie agli sconti derivati dai benefici di legge) dopo 18 anni di reclusione, e da allora lavora a Roma presso l'ARCI, come dirigente di una cooperativa sociale che si occupa di lavoro e aiuto nei confronti di immigrati, disoccupati, minori a rischio, detenuti e tossicodipendenti.
Ha avuto un'audizione presso la Commissione parlamentare d'inchiesta sul terrorismo in Italia e sulle cause della mancata individuazione dei responsabili delle stragi. Sui fatti avvenuti fino al suo arresto ha parlato per conoscenza diretta, sui fatti avvenuti successivamente ha parlato come persona informata e per induzione.
Nel 2002 Silvano Girotto, che l'aveva fatto arrestare nel 1974 a Pinerolo assieme a Renato Curcio, gli chiede, tramite suor Teresilla Barillà, un incontro per riconsiderare in modo sereno quanto era avvenuto quasi trent'anni prima. Franceschini accetta (mentre Curcio preferisce declinare l'invito) e allaccia da allora rapporti amichevoli con l'ex nemico acerrimo.
Un'intervista realizzata per Studio Aperto nel marzo del 2007 in via Fani nel luogo del rapimento di Aldo Moro e dell'uccisione della sua scorta ha provocato diverse polemiche, tra cui un intervento del Presidente della Repubblica Giorgio Napolitano.

## Opere
- Mara, Renato e io. Storia dei fondatori delle BR, con Pier Vittorio Buffa e Franco Giustolisi, Milano, A. Mondadori, 1988. ISBN 88-04-30567-3.
- La borsa del Presidente. Ritorno agli anni di piombo, con Anna Samueli, Roma, Ediesse, 1997. ISBN 88-230-0271-0.
- Giovanni Fasanella e Alberto Franceschini, Che cosa sono le BR. Le radici, la nascita, la storia, il presente, Milano, Rizzoli Editore, 2004, ISBN 88-17-00234-8.